# Kimdže
Kimdže je město v Jižní Koreji v provincii Severní Čolla. Městským ptákem je holub, stromem zelkova a květinou ostálka. Území má dlouhou historii, ale spíše jako vesnický okres než město. Pěstuje se zde rýže a území v okolí je jediné v Jižní Koreji, kde lze díky nížinatému povrchu uvidět rovný horizont. Každoročně se zde koná festival.

## Partnerská města
- Tonghe
- Nan-tchung